# Präsidentschaftswahl in Senegal 2000
Die Präsidentschaftswahl in Senegal 2000 fand am 27. Februar (erster Wahlgang) und am 19. März (Stichwahl).
Der zweite Wahlgang war nötig geworden, da kein Kandidat in der 1. Runde eine Mehrheit der Stimmen erringen konnte. Obwohl der amtierende Präsident Abdou Diouf und Kandidat der Parti Socialiste du Sénégal, die das Land seit der Unabhängigkeit 1960 regierte,  in der 1. Runde deutlich in Führung gelegen hatte, errang der Oppositionsführer Abdoulaye Wade von der Parti Démocratique Sénégalais in der Stichwahl fast 60 % der Stimmen, während Diouf sein Ergebnis von gut 41 % aus der 1. Runde nahezu beibehielt. Mit dieser Entscheidung wurde mit Abdoulaye Wade in Senegal erstmals ein Präsident gewählt, der nicht der ehemaligen Staatspartei Parti Socialiste du Sénégal angehörte. Die Wahlbeteiligung lag in beiden Runden bei gut 60 % der Stimmen.

## Ergebnisse
| Kandidaten                                                  | Parteien                                              | 1. Wahlgang | 1. Wahlgang | 2. Wahlgang | 2. Wahlgang |
| Kandidaten                                                  | Parteien                                              | Stimmen     | %           | Stimmen     | %           |
| ----------------------------------------------------------- | ----------------------------------------------------- | ----------- | ----------- | ----------- | ----------- |
| Abdoulaye Wade                                              | Parti Démocratique Sénégalais                         | 518.740     | 31,0        | 969.332     | 58,5        |
| Abdou Diouf                                                 | Parti Socialiste                                      | 690.917     | 41,3        | 687.969     | 41,5        |
| Moustapha Niasse                                            | Alliance des forces de progrès                        | 280.538     | 16,8        |             |             |
| Djibo Leïty Kâ                                              | Union pour le renouveau démocratique                  | 118.484     | 7,1         |             |             |
| Iba Der Thiam                                               | Convention des démocrates et des patriotes/Garap-Gui  | 20.164      | 1,2         |             |             |
| Ousseynou Fall                                              | Unabhängig                                            | 18.604      | 1,1         |             |             |
| Cheikh Abdoulaye Dièye                                      | Front pour le socialisme et la démocratie/Benno Jubël | 16.211      | 1,0         |             |             |
| Mademba Sock                                                | Rassemblement des travailleurs africains - Sénégal    | 9.326       | 0,6         |             |             |
| Gesamt                                                      | Gesamt                                                | 1.672.984   | 100         | 1.657.301   | 100         |
|                                                             |                                                       |             |             |             |             |
| Ungültige Stimmen                                           | Ungültige Stimmen                                     | 23.400      | 1,4         | 10.474      | 0,6         |
| Wähler                                                      | Wähler                                                | 1.696.384   | 62,2        | 1.667.775   | 60,8        |
| Wahlberechtigte                                             | Wahlberechtigte                                       | 2.725.987   |             | 2.745.239   |             |
|                                                             |                                                       |             |             |             |             |
| Quellen: Conseil constitutionnel, 1. Wahlgang – 2. Wahlgang |                                                       |             |             |             |             |